# Списак држава и зависних територија по континентима
Планета Земља има површину од 510.065.600 km2, од чега је кoпно 148.939.100 km2 тј. 29,2% укупне површине Земље. Она је подељена на 7 континената: Азију, Африку, Северну Америку, Јужна Америка, Антарктик, Европу и Аустралију. Континенти су подељени на 194 државе и 45 зависних територија.

## Европа
Европа је са површином од 10.498.000 km2 тј. 2% површине Земље шести континент по величини, a са oko 710.000.000 становника тј. 11% светске популације трећи по броју становника. Европа је подељена на 44 државе 9 зависних територија и три спорне територије. Од чега су: 29 република, 7 парламентарних монархија, 3 кнежевине, 1 папска држава, 1 савезна република, 2 федерација и 1 конфедерација. Европа се може поделити на пет основних области, a то су: западна Европа, средња Европа, источна Европа, северна Европа и јужна Европа.
Суверене државе
|    |                      | Државе               | Главни град    | Државно уређење         |
| -- | -------------------- | -------------------- | -------------- | ----------------------- |
| 1  | Албанија             | Албанија             | Тирана         | Република               |
| 2  | Андора               | Андора               | Андора ла Веља | Кнежевина               |
| 3  | Аустрија             | Аустрија             | Беч            | Република               |
| 4  | Белгија              | Белгија              | Брисел         | Парламентарна монархија |
| 5  | Белорусија           | Белорусија           | Минск          | Република               |
| 6  | Босна и Херцеговина  | Босна и Херцеговина  | Сарајево       | Федерација              |
| 7  | Бугарска             | Бугарска             | Софија         | Република               |
| 8  | Ватикан              | Ватикан              | Ватикан        | Свештеничка држава      |
| 9  | Грчка                | Грчка                | Атина          | Република               |
| 10 | Данска               | Данска               | Копенхаген     | Парламентарна монархија |
| 11 | Естонија             | Естонија             | Талин          | Република               |
| 12 | Република Ирска      | Ирска                | Даблин         | Република               |
| 13 | Исланд               | Исланд               | Рејкјавик      | Република               |
| 14 | Италија              | Италија              | Рим            | Република               |
| 15 | Летонија             | Летонија             | Рига           | Република               |
| 16 | Литванија            | Литванија            | Вилњус         | Република               |
| 17 | Лихтенштајн          | Лихтенштајн          | Вадуц          | Кнежевина               |
| 18 | Луксембург           | Луксембург           | Луксембург     | Велико војводство       |
| 19 | Мађарска             | Мађарска             | Будимпешта     | Република               |
| 20 | Малта                | Малта                | Ла Валета      | Република               |
| 21 | Молдавија            | Молдавија            | Кишињев        | Република               |
| 22 | Монако               | Монако               | Монако         | Кнежевина               |
| 23 | Њемачка              | Немачка              | Берлин         | Савезна република       |
| 24 | Норвешка             | Норвешка             | Осло           | Парламентарна монархија |
| 25 | Пољска               | Пољска               | Варшава        | Република               |
| 26 | Португалија          | Португалија          | Лисабон        | Република               |
| 27 | Румунија             | Румунија             | Букурешт       | Република               |
| 28 | Русија               | Русија               | Москва         | Федерација              |
| 29 | Сан Марино           | Сан Марино           | Сан Марино     | Република               |
| 30 | Северна Македонија   | Северна Македонија   | Скопље         | Република               |
| 31 | Словачка             | Словачка             | Братислава     | Република               |
| 32 | Словенија            | Словенија            | Љубљана        | Република               |
| 33 | Србија               | Србија               | Београд        | Република               |
| 34 | Уједињено Краљевство | Уједињено Краљевство | Лондон         | Парламентарна монархија |
| 35 | Украјина             | Украјина             | Кијев          | Република               |
| 36 | Финска               | Финска               | Хелсинки       | Република               |
| 37 | Француска            | Француска            | Париз          | Република               |
| 38 | Холандија            | Холандија            | Амстердам      | Парламентарна монархија |
| 39 | Хрватска             | Хрватска             | Загреб         | Република               |
| 40 | Црна Гора            | Црна Гора            | Подгорица      | Република               |
| 41 | Чешка                | Чешка                | Праг           | Република               |
| 42 | Швајцарска           | Швајцарска           | Берн           | Конфедерација           |
| 43 | Шведска              | Шведска              | Стокхолм       | Парламентарна монархија |
| 44 | Шпанија              | Шпанија              | Мадрид         | Парламентарна монархија |

Зависне територије
|   |               | Територија    | Главни град     | Суверенитет          | Статус                 |
| - | ------------- | ------------- | --------------- | -------------------- | ---------------------- |
| 1 | Фарска Острва | Фарска Острва | Торсхавн        | Данска               | аутономна територија   |
| 2 | Гернзи        | Гернзи        | Сент Питер Порт | Уједињено Краљевство | крунски посед          |
| 3 | Гибралтар     | Гибралтар     | Гибралтар       | Уједињено Краљевство | прекоморска територија |
| 4 | Острво Мен    | Острво Мен    | Даглас          | Уједињено Краљевство | крунски посед          |
| 5 | Џерзи         | Џерзи         | Сент Хелијер    | Уједињено Краљевство | крунски посед          |

Спорне територије
|   |                  | Територија    | Главни град | Суверенитет | Статус                |
| - | ---------------- | ------------- | ----------- | ----------- | --------------------- |
| 1 | Република Косово | Косово        | Приштина    | Србија      | република             |
| 3 | Придњестровље    | Придњестровље | Тираспољ    | Молдавија   | нема дефинисан статус |

## Азија
Азија је највећи и најнасељенији континент. Са површином од 44.413.000 km2 што чини 30% Земљине површине (копна) и има око 3.862.000.000 становника што чини 60% светске популације. Азија се састоји од 47 држава, 3 зависне, тј. специјалне административне регије и 8 спорних територија. Од тога су: 25 Република, 4 Монархије, 3 Емиратa, 2 савезне републике, 2 Демократске народне републике, 2 апсолутне монархије, 2 исламске републике, 2 султаната, 1 арапска република, 1 народна република, 1 парламентарна република и 1 социјалистичка република. Азија се такође дели на 5 регија: југозападна Азија, јужна Азија, југоисточна Азија, средња Азија и источна Азија. Највећа држава је Кина (изузев руског дела Азије)
Државе
|    |                           | Држава            | Главни град                                               | Државно уређење                      |
| -- | ------------------------- | ----------------- | --------------------------------------------------------- | ------------------------------------ |
| 1  | Авганистан                | Авганистан        | Кабул                                                     | Република                            |
| 2  | Азербејџан                | Азербејџан        | Баку                                                      | Република                            |
| 3  | Бангладеш                 | Бангладеш         | Дака                                                      | Парламентарна република              |
| 4  | Бахреин                   | Бахреин           | Манама                                                    | Емират                               |
| 5  | Брунеј                    | Брунеј            | Бандар Сери Бегаван                                       | Султанат                             |
| 6  | Бутан                     | Бутан             | Тимбу                                                     | Монархија                            |
| 7  | Вијетнам                  | Вијетнам          | Ханој                                                     | Социјалистичка република             |
| 8  | Грузија                   | Грузија           | Тбилиси                                                   | Република                            |
| 9  | Израел                    | Израел            | Јерусалим                                                 | Република                            |
| 10 | Индија                    | Индија            | Њу Делхи                                                  | Република                            |
| 11 | Индонезија                | Индонезија        | Џакарта                                                   | Република                            |
| 12 | Ирак                      | Ирак              | Багдад                                                    | Република                            |
| 13 | Иран                      | Иран              | Техеран                                                   | Исламска Република                   |
| 14 | Источни Тимор             | Источни Тимор     | Дили                                                      | Демократска Република                |
| 15 | Јапан                     | Јапан             | Токио                                                     | Уставна монархија                    |
| 16 | Јемен                     | Јемен             | Сана                                                      | Република                            |
| 17 | Јерменија                 | Јерменија         | Јереван                                                   | Република                            |
| 18 | Јордан                    | Јордан            | Аман                                                      | Монархија                            |
| 19 | Јужна Кореја              | Јужна Кореја      | Сеул                                                      | Република                            |
| 20 | Казахстан                 | Казахстан         | Астана                                                    | Република                            |
| 21 | Камбоџа                   | Камбоџа           | Пном Пен                                                  | Монархија                            |
| 22 | Катар                     | Катар             | Доха                                                      | Емират                               |
| 23 | Кина                      | Кина              | Пекинг                                                    | Народна Република                    |
| 24 | Кипар                     | Кипар             | Никозија                                                  | Република                            |
| 25 | Киргистан                 | Киргистан         | Бишкек                                                    | Република                            |
| 26 | Кувајт                    | Кувајт            | Кувајт                                                    | Емират                               |
| 27 | Лаос                      | Лаос              | Вијентијан                                                | Народна Демократска Република        |
| 28 | Либан                     | Либан             | Бејрут                                                    | Република                            |
| 29 | Малдиви                   | Малдиви           | Мале                                                      | Република                            |
| 30 | Малезија                  | Малезија          | Куала Лумпур                                              | Савезна република                    |
| 31 | Мјанмар                   | Мјанмар           | Нејпјидо                                                  | Република                            |
| 32 | Монголија                 | Монголија         | Улан Батор                                                | Република                            |
| 33 | Непал                     | Непал             | Катманду                                                  | Савезна република                    |
| 34 | Оман                      | Оман              | Маскат                                                    | Султанат                             |
| 35 | Пакистан                  | Пакистан          | Исламабад                                                 | Исламска Република                   |
| 36 | Саудијска Арабија         | Саудијска Арабија | Ријад                                                     | Апсолутна монархија                  |
| 37 | Северна Кореја            | Северна Кореја    | Пјонгјанг                                                 | Демократска Народна Република        |
| 38 | Сингапур                  | Сингапур          | Сингапур                                                  | Република                            |
| 39 | Сирија                    | Сирија            | Дамаск                                                    | Арапска Република                    |
| 40 | Тајланд                   | Тајланд           | Бангкок                                                   | Монархија                            |
| 41 | Таџикистан                | Таџикистан        | Душанбе                                                   | Република                            |
| 42 | Туркменистан              | Туркменистан      | Ашхабад                                                   | Република                            |
| 43 | Турска                    | Турска            | Анкара                                                    | Република                            |
| 44 | Узбекистан                | Узбекистан        | Ташкент                                                   | Република                            |
| 45 | Филипини                  | Филипини          | Манила                                                    | Република                            |
| 46 | Уједињени Арапски Емирати | УАЕ               | Абу Даби                                                  | Апсолутна монархија                  |
| 47 | Шри Ланка                 | Шри Ланка         | Коломбо (законодавна власт) Коте (судска и извршна власт) | Демократска Социјалистичка Република |

Зависне територије
|   |                      | Територија          | Главни град | Суверенитет | Статус                            |
| - | -------------------- | ------------------- | ----------- | ----------- | --------------------------------- |
| 1 | Уједињено Краљевство | Акротири и Декелија | Епископи    | УК          | Суверена војна база               |
| 2 | Макао                | Макао               | Макао       | Кина        | Специјална административна регија |
| 3 | Хонгконг             | Хонгконг            | Хонгконг    | Кина        | Специјална административна регија |

Спорне територије
|   |                  | Територија    | Главни град      | Суверенитет | Статус                                  |
| - | ---------------- | ------------- | ---------------- | ----------- | --------------------------------------- |
| 1 | Абхазија         | Абхазија      | Сухуми           | Грузија     | аутономна република, де-факто независна |
| 2 | Јужна Осетија    | Јужна Осетија | Цхинвали         | Грузија     | нерешен статус                          |
| 3 | Држава Палестина | Палестина     | де-факто:Рамала  | Израел      | делимично признање                      |
| 4 | Северни Кипар    | Северни Кипар | Северна Никозија | Кипар       | нерешен статус                          |
| 5 | Република Кина   | Тајван        | Тајпеј           | Кина        | делимично призната Република            |

## Африка
Африка је други континент по величини са својих 30.370.000 km2 што чини 20,3% укупне површине Земље. По броју становника као и по површини је такође друга са око 944.000.000 становника. Африка се састоји од 54 државе, 11 зависних и 3 спорних територија. Од тога : 38 су републике, 4 демократске Републике, 3 савезне републике, 3 демократске народне републике, 2 војне хунте, 2 монархије и 1 уједињена република. Африка се дели на: северну Африку, западну Африку, источну Африку, Централну Африку и Јужну Африку. Највећа држава је Алжир, а најмногољуднија Нигерија.
Државе
- Јужноафричка Република има три престонице:

1. Преторија-Извршна престоница
2. Кејптаун-Законодавна престоница
3. Блумфонтејн-Судска престоница

|    |                             | Држава                     | Главни град  | Државно уређење               |
| -- | --------------------------- | -------------------------- | ------------ | ----------------------------- |
| 1  | Алжир                       | Алжир                      | Алжир        | Демократска Народна Република |
| 2  | Ангола                      | Ангола                     | Луанда       | Република                     |
| 3  | Бенин                       | Бенин                      | Порто Ново   | Република                     |
| 4  | Боцвана                     | Боцвана                    | Габороне     | Република                     |
| 5  | Буркина Фасо                | Буркина Фасо               | Уагадугу     | Демократска Народна Република |
| 6  | Бурунди                     | Бурунди                    | Буџумбура    | Република                     |
| 7  | Габон                       | Габон                      | Либрвил      | Република                     |
| 8  | Гамбија                     | Гамбија                    | Банџул       | Република                     |
| 9  | Гана                        | Гана                       | Акра         | Република                     |
| 10 | Гвинеја                     | Гвинеја                    | Конакри      | Република                     |
| 11 | Гвинеја Бисао               | Гвинеја Бисао              | Бисау        | Република                     |
| 12 | Египат                      | Египат                     | Каиро        | Војна хунта                   |
| 13 | Екваторијална Гвинеја       | Екваторијална Гвинеја      | Малабо       | Република                     |
| 14 | Еритреја                    | Еритреја                   | Асмара       | Република                     |
| 15 | Етиопија                    | Етиопија                   | Адис Абеба   | Демократска Народна Република |
| 16 | Замбија                     | Замбија                    | Лусака       | Република                     |
| 17 | Зеленортска Острва          | Зеленортска Острва         | Праја        | Република                     |
| 18 | Зимбабве                    | Зимбабве                   | Хараре       | Република                     |
| 19 | Јужноафричка Република      | Јужноафричка Република     | Преторија*   | Република                     |
| 20 | Јужни Судан                 | Јужни Судан                | Џуба         | Савезна република             |
| 21 | Камерун                     | Камерун                    | Јаунде       | Република                     |
| 22 | Кенија                      | Кенија                     | Најроби      | Република                     |
| 23 | Република Конго             | Конго                      | Бразавил     | Република                     |
| 24 | Демократска Република Конго | ДР Конго                   | Киншаса      | Демократска република         |
| 25 | Комори                      | Комори                     | Морони       | Савезна република             |
| 26 | Лесото                      | Лесото                     | Масеру       | Конституционална монархија    |
| 27 | Либерија                    | Либерија                   | Монровија    | Република                     |
| 28 | Либија                      | Либија                     | Триполи      | Република                     |
| 29 | Мадагаскар                  | Мадагаскар                 | Антананариво | Демократска република         |
| 30 | Малави                      | Малави                     | Лилонгве     | Република                     |
| 31 | Мали                        | Мали                       | Бамако       | Република                     |
| 32 | Мароко                      | Мароко                     | Рабат        | Монархија                     |
| 33 | Мауританија                 | Мауританија                | Нуакшот      | Војна хунта                   |
| 34 | Маурицијус                  | Маурицијус                 | Порт Луј     | Република                     |
| 35 | Мозамбик                    | Мозамбик                   | Мапуто       | Република                     |
| 36 | Намибија                    | Намибија                   | Виндхук      | Република                     |
| 37 | Нигерија                    | Нигерија                   | Абуџа        | Савезна република             |
| 38 | Нигер                       | Нигер                      | Нијамеј      | Република                     |
| 39 | Обала Слоноваче             | Обала Слоноваче            | Јамасукро    | Република                     |
| 40 | Руанда                      | Руанда                     | Кигали       | Република                     |
| 41 | Сао Томе и Принсипе         | Сао Томе и Принципе        | Сао Томе     | Демократска Република         |
| 42 | Сејшели                     | Сејшелска Острва           | Викторија    | Република                     |
| 43 | Сијера Леоне                | Сијера Леоне               | Фритаун      | Република                     |
| 44 | Сенегал                     | Сенегал                    | Дакар        | Република                     |
| 45 | Сомалија                    | Сомалија                   | Могадиш      | Демократска Република         |
| 46 | Судан                       | Судан                      | Картум       | Република                     |
| 47 | Есватини                    | Свазиленд                  | Мбабане      | Монархија                     |
| 48 | Танзанија                   | Танзанија                  | Додома       | Уједињена Република           |
| 49 | Того                        | Того                       | Ломе         | Република                     |
| 50 | Тунис                       | Тунис                      | Тунис        | Република                     |
| 51 | Уганда                      | Уганда                     | Кампала      | Република                     |
| 52 | Централноафричка Република  | Централноафричка Република | Банги        | Република                     |
| 53 | Чад                         | Чад                        | Нџамена      | Република                     |
| 54 | Џибути                      | Џибути                     | Џибути       | Република                     |

Зависне територије
|    |                                       | Територија                               | Главни град            | Суверенитет                              | Статус                           |
| -- | ------------------------------------- | ---------------------------------------- | ---------------------- | ---------------------------------------- | -------------------------------- |
| 1  | Британска територија Индијског океана | Британска територија Индијског океана    | Дијего Гарсија         | Маурицијус и Сејшели                     | Британска прекоморска територија |
| 2  | Канарска Острва                       | Канарска острва                          | Санта Круз де Тенерифе | Шпанија                                  | шпански посед                    |
| 3  | Мадеира                               | Мадеира                                  | Фуншал                 | Португалија                              | Аутономна покрајина Португалије  |
| 4  | Мајот                                 | Мајот                                    | Мамудзу                | Француска                                | Француска прекоморска територија |
| 5  | Мелиља                                | Мелиља                                   | Мелиља                 | Шпанија                                  | Аутономни град                   |
| 6  | Реинион                               | Реинион                                  | Сен Дени               | Француска                                | Француска прекоморска територија |
| 7  | Родригез                              | Родригеш                                 | Порт Матурин           | Маурицијус                               | Аутономно острво                 |
| 8  | Сеута                                 | Сеута                                    | Сеута                  | Шпанија                                  | Аутономни град                   |
| 9  | Јемен                                 | Сокотра                                  | Хадибу                 | Јемен                                    | јеменски посед                   |
| 10 | Света Јелена (острво)                 | Света Јелена, Асенсион и Тристан да Куња | Џејмстаун              | УК                                       | Британска прекоморска територија |
| 11 | Француске јужне и антарктичке земље   | Расејана острва у Индијском океану       | Тромелин               | Мадагаскар, Сејшели, Маурицијус и Комори | без решеног статуса              |

Спорне територије
|   |                | Територија     | Главни град | Суверенитет | Статус              |
| - | -------------- | -------------- | ----------- | ----------- | ------------------- |
| 1 | Јужни Камерун  | Амбазонија     | Буеа        | Камерун     | Непризната држава   |
| 2 | Западна Сахара | Западна Сахара | Ел Ајун     | Мароко      | Непризната држава   |
| 3 | Сомалиленд     | Сомалиленд     | Харгеиса    | Сомалија    | без решеног статуса |

## Северна Америка
Северна Америка је са површином од 24.230.000 km2 трећи континент по површини и ca 454.225.000 становника четврти. Континент Северну Америку можемо поделити на регију Северне и Средње Америке. Северна Америка (укључујући и Средњу) има 23 државе, 19 зависних територија и 3 спорне територије. Од тога 10 су републике, 9 монархије, 2 савезне републике, 1 федерација и 1 социјалистичка република.
Државе
|    |                           | Државе                   | Главни град   | Државно уређење          |
| -- | ------------------------- | ------------------------ | ------------- | ------------------------ |
| 1  | Антигва и Барбуда         | Антигва и Барбуда        | Сент Џонс     | Монархија                |
| 2  | Барбадос                  | Барбадос                 | Бриџтаун      | Република                |
| 3  | Бахаме                    | Бахами                   | Насау         | Монархија                |
| 4  | Белизе                    | Белизе                   | Белмопан      | Монархија                |
| 5  | Гватемала                 | Гватемала                | Гватемала     | Република                |
| 6  | Гренада                   | Гренада                  | Сент Џорџиз   | Монархија                |
| 7  | Доминика                  | Доминика                 | Розо          | Република                |
| 8  | Доминиканска Република    | Доминиканска Република   | Санто Доминго | Република                |
| 9  | Салвадор                  | Салвадор                 | Сан Салвадор  | Република                |
| 10 | Јамајка                   | Јамајка                  | Кингстон      | Монархија                |
| 11 | Канада                    | Канада                   | Отава         | Федерација               |
| 12 | Костарика                 | Костарика                | Сан Хосе      | Република                |
| 13 | Куба                      | Куба                     | Хавана        | Социјалистичка република |
| 14 | Мексико                   | Мексико                  | град Мексико  | Савезна република        |
| 15 | Никарагва                 | Никарагва                | Манагва       | Република                |
| 16 | Панама                    | Панама                   | Панама        | Република                |
| 17 | Света Луција              | Света Луција             | Кастри        | Монархија                |
| 18 | Сент Винсент и Гренадини  | Сент Винсент и Гренадини | Кингстаун     | Монархија                |
| 19 | Сент Китс и Невис         | Сент Китс и Невис        | Бастер        | Монархија                |
| 20 | Сједињене Америчке Државе | САД                      | Вашингтон     | Савезна република        |
| 21 | Тринидад и Тобаго         | Тринидад и Тобаго        | Порт ов Спејн | Република                |
| 22 | Хаити                     | Хаити                    | Порт о Пренс  | Република                |
| 23 | Хондурас                  | Хондурас                 | Тегусигалпа   | Република                |

Зависне територије
|    |                             | Територија                  | Главни град                                                 | Суверенитет | Статус                           |
| -- | --------------------------- | --------------------------- | ----------------------------------------------------------- | ----------- | -------------------------------- |
| 1  | Америчка Девичанска Острва  | Америчка Девичанска Острва  | Шарлота Амалија                                             | САД         | Неукључена територија САД        |
| 2  | Ангвила                     | Ангвила                     | Вали                                                        | УК          | Британска прекоморска територија |
| 3  | Аруба                       | Аруба                       | Орањестад                                                   | Холандија   | Уставна монархија                |
| 4  | Бермуди                     | Бермуда                     | Хамилтон                                                    | УК          | Британска прекоморска територија |
| 5  | Британска Девичанска Острва | Британска Девичанска Острва | Роуд Таун                                                   | УК          | Британска прекоморска територија |
| 6  | Гваделуп                    | Гваделуп                    | Бас Тер                                                     | Француска   | Француска прекоморска територија |
| 7  | Гренланд                    | Гренланд                    | Нук                                                         | Данска      | широка аутономија                |
| 8  | Кајманска Острва            | Кајманска Острва            | Џорџтаун                                                    | УК          | Британска прекоморска територија |
| 9  | Холандски Антили            | Карипска Холандија          | Бонер (Кралендајк) Свети Еустахије (Орањестад) Саба (Ботом) | Холандија   | Уставна монархија                |
| 10 | Курасао                     | Курасао                     | Вилемстад                                                   | Холандија   | Уставна монархија                |
| 11 | Мартиник                    | Мартиник                    | Фор де Франс                                                | Француска   | Француска прекоморска територија |
| 12 | Монтсерат                   | Монтсерат                   | Плимут                                                      | УК          | Британска прекоморска територија |
| 13 | Порторико                   | Порторико                   | Сан Хуан                                                    | САД         | Република                        |
| 14 | Сан Андрес и Провиденсија   | Сан Андрес и Провиденсија   | Сан Андрес                                                  | Колумбија   | департман                        |
| 15 | Сен Бартелеми               | Сен Бартелеми               | Густавија                                                   | Француска   | Француска прекоморска територија |
| 16 | Свети Мартин (Француска)    | Свети Мартин                | Мариго                                                      | Француска   | Француска прекоморска територија |
| 17 | Свети Мартин (Холандија)    | Свети Мартин (Холандија)    | Филипсбург                                                  | Холандија   | Уставна монархија                |
| 18 | Сен Пјер и Микелон          | Сен Пјер и Микелон          | Сен Пјер                                                    | Француска   | Француска прекоморска територија |
| 19 | Теркс и Кејкос              | Теркс и Кејкос              | Коберн Таун                                                 | УК          | Британска прекоморска територија |

Спорне територије
|   |                           | Територија            | Главни град | Суверенитет | Статус                    |
| - | ------------------------- | --------------------- | ----------- | ----------- | ------------------------- |
| 1 | Сједињене Америчке Државе | Војна база Гвантанамо | нема        | САД         | нерегулисан статус        |
| 2 | Француска                 | Острво Клипертон      | нема        | Француска   | француски посед           |
| 3 |                           | Наваса                | Лулутаун    | САД         | Неукључена територија САД |

## Јужна Америка
Јужна Америка је са површином од 17.700.000 km2 четврти континент по површини, и са 294.200.000 становника пета. Састоји се од 12 држава и 3 зависне територије. Од чега је 9 република, 2 Савезне републике и 1 Федеративна република. Највећа држава Јужне Америке je Бразил.
Државе
|    |           | Државе    | Главни град       | Државно уређење       |
| -- | --------- | --------- | ----------------- | --------------------- |
| 1  | Аргентина | Аргентина | Буенос Ајрес      | Савезна република     |
| 2  | Боливија  | Боливија  | Ла Паз            | Република             |
| 3  | Бразил    | Бразил    | Бразилија         | Федеративна република |
| 4  | Венецуела | Венецуела | Каракас           | Савезна република     |
| 5  | Гвајана   | Гвајана   | Џорџтаун          | Република             |
| 6  | Еквадор   | Еквадор   | Кито              | Република             |
| 7  | Колумбија | Колумбија | Богота            | Република             |
| 8  | Парагвај  | Парагвај  | Асунсион          | Република             |
| 9  | Перу      | Перу      | Лима              | Република             |
| 10 | Суринам   | Суринам   | Парамарибо        | Република             |
| 11 | Уругвај   | Уругвај   | Монтевидео        | Република             |
| 12 | Чиле      | Чиле      | Сантијаго де Чиле | Република             |

зависне територије
|   |                    | Територија         | Главни град | Суверенитет | Статус                           |
| - | ------------------ | ------------------ | ----------- | ----------- | -------------------------------- |
| 1 | Фолкландска Острва | Фолкландска Острва | Стенли      | УК          | Британска прекоморска територија |
| 2 | Француска Гвајана  | Француска Гвајана  | Кајена      | Француска   | Француска прекоморска територија |

## Аустралија и Океанија
Аустралија и Океанија најмањи је континент, a такође има најмање становника. Њега чине: област континенталног дела Аустралије на коме се налази једна држава: Аустралија и области Океаније која обухвата острва Тихог океана. Површина Аустралије и Океаније износи 8 800.000 km2 и 26 600.000 становника. Океанија се дели на 3 области: Микронезија, Меланезија и Полинезија. Континент се састоји од 14 држава и 16 зависниx територија и бројних ненасељених острва и атола. Од тога су: 5 pепублика, 3 парламентарне монархије, 2 федералне републике, 2 парламентарне демократије и 2 yставне монархије.
Државе
|    |                            | Државе                     | Главни град  | Државно уређење           |
| -- | -------------------------- | -------------------------- | ------------ | ------------------------- |
| 1  | Аустралија                 | Аустралија                 | Канбера      | Федерална република       |
| 2  | Вануату                    | Вануату                    | Порт Вила    | Република                 |
| 3  | Кирибати                   | Кирибати                   | Јужна Тарава | Република                 |
| 4  | Маршалска Острва           | Маршалска Острва           | Маџуро       | Парламентарна демократија |
| 5  | Савезне Државе Микронезије | Савезне Државе Микронезије | Паликир      | Федерална република       |
| 6  | Науру                      | Науру                      | Јарен        | Република                 |
| 7  | Нови Зеланд                | Нови Зеланд                | Велингтон    | Парламентарна демократија |
| 8  | Палау                      | Палау                      | Нгерулмуд    | Република                 |
| 9  | Папуа Нова Гвинеја         | Папуа Нова Гвинеја         | Порт Морсби  | Уставна монархија         |
| 10 | Самоа                      | Самоа                      | Апија        | Парламентарна монархија   |
| 11 | Соломонова Острва          | Соломонова Острва          | Хонијара     | Парламентарна монархија   |
| 12 | Тонга                      | Тонга                      | Нукуалофа    | Уставна монархија         |
| 13 | Тувалу                     | Тувалу                     | Фунафути     | Парламентарна монархија   |
| 14 | Фиџи                       | Фиџи                       | Сува         | Република                 |

зависне територије
|    |                           | Територија                | Главни град     | Суверенитет        | Статус                         |
| -- | ------------------------- | ------------------------- | --------------- | ------------------ | ------------------------------ |
| 1  | Америчка Самоа            | Америчка Самоа            | Фагатого        | САД                |                                |
| 2  | Божићно Острво            | Божићно Острво            | Флајинг Фиш Ков | Аустралија         | Аустралијска спољна територија |
| 3  | Богенвил                  | Богенвил                  | Бука            | Папуа Нова Гвинеја | Аутономни регион               |
| 4  | Валис и Футуна            | Валис и Футуна            | Мата Уту        | Француска          | Прекоморска територија         |
| 5  | Гвам                      | Гвам                      | Хагатња         | САД                |                                |
| 6  | Кокосова острва           | Кокосова Острва           | Вест Ајланд     | Аустралија         | Конститутивна монархија        |
| 7  | Кукова Острва             | Кукова Острва             | Аваруа          | Нови Зеланд        | Уставна монархија              |
| 8  | Нијуе                     | Нијуе                     | Алофи           | Нови Зеланд        | Уставна монархија              |
| 9  | Нова Каледонија           | Нова Каледонија           | Нумеа           | Француска          | Прекоморска територија         |
| 10 | Острво Норфок             | Острво Норфок             | Кингстон        | Аустралија         | Аустралијска спољна територија |
| 11 | Острва Питкерн            | Острва Питкерн            | Адамстаун       | УК                 | Прекоморска територија         |
| 12 | Фиџи                      | Ротума                    | Ахау            | Фиџи               | Аутономни регион               |
| 13 | Северна Маријанска Острва | Северна Маријанска острва | Сајпан          | САД                |                                |
| 14 |                           | Токелау                   | Нема            | Нови Зеланд        | Уставна монархија              |
| 15 | Ускршње острво            | Ускршње острво            | Ханга Роа       | Чиле               | Аутономни регион               |
| 16 | Француска Полинезија      | Француска Полинезија      | Папете          | Француска          | Прекоморска територија         |

Ненастањене зависне територије
|    |                           | Територија      | Главни град | Суверенитет | Статус                         |
| -- | ------------------------- | --------------- | ----------- | ----------- | ------------------------------ |
| 1  | Аустралија                | Ашмор и Картије | нема        | Аустралија  | Аустралијска спољна територија |
| 2  | Сједињене Америчке Државе | Бејкер          | нема        | САД         |                                |
| 3  | Вејк                      | Вејк            | нема        | САД         |                                |
| 4  | Сједињене Америчке Државе | Кингмен         | нема        | САД         |                                |
| 5  | Мидвеј                    | Мидвеј          | нема        | САД         |                                |
| 6  | Аустралија                | Коралнна Острва | нема        | Аустралија  | Аустралијска спољна територија |
| 7  | Палмира (атол)            | Палмира (атол)  | нема        | САД         |                                |
| 8  | Сједињене Америчке Државе | Хауленд острво  | нема        | САД         |                                |
| 9  | Сједињене Америчке Државе | Џарвис острво   | нема        | САД         |                                |
| 10 | Сједињене Америчке Државе | Џонстон атол    | нема        | САД         |                                |

## Антарктик
Антарктик је пети по величини међу континентима. Његова копнена маса је скоро сва покривена огромном леденом плочом. Са суседним острвима и шелфским ледницима, захвата површину од 14.120.835 km2. Дели се на Северни, који обухвата острва у Јужном океану и Јужни Антарктик који обухвата континентални део око Јужног пола и захвата површину од 13.176.727 km2. С обзиром на сурове животне услове, осим истраживачких и научних станица у којима живи око 1200 људи, број настањених на овом континенту је занемарљив. Северни Антарктик обухвата 7 зависних територија, док Јужни Антарктик није политички ентитет, али је подељен на 8 зона претензија.
Зависне територије Северног Антарктика
|   |                                        | Територија                             | Главна станица         | Суверенитет            | Статус                          |
| - | -------------------------------------- | -------------------------------------- | ---------------------- | ---------------------- | ------------------------------- |
| 1 | Норвешка                               | Буве (острво)                          | нема                   | Норвешка               | специјалан статус               |
| 2 | Јужна Џорџија и Јужна Сендвичка Острва | Јужна Џорџија и Јужна Сендвичка Острва | Грутвикен              | УК                     | Прекоморска територија          |
| 3 | Норвешка                               | Острво Петра I                         | нема                   | Норвешка               | специјалан статус               |
| 4 | Јужноафричка Република                 | Острва Принца Едварда                  | нема                   | Јужноафричка Република | нерешен статус                  |
| 5 | Нови Зеланд                            | Субантарктичка острва                  | нема                   | Нови Зеланд            | Новозеландска спољна територија |
| 6 | Француске јужне и антарктичке земље    | Француске јужне и антарктичке земље    | Станица Порт о Франсез | Француска              | Прекоморска територија          |
| 7 | Аустралија                             | Херд и Макдоналд                       | нема                   | Аустралија             | Аустралијска спољна територија  |

Територијалне претензије на Антарктику
|   |                                     | Територија                          | Главна станица                         | Претензија  | Статус                         |
| - | ----------------------------------- | ----------------------------------- | -------------------------------------- | ----------- | ------------------------------ |
| 1 | Антарктичка Чилеанска област        | Антарктичка Чилеанска област        | Президент Едуардо Фреј Монталва (база) | Чиле        | провинција                     |
| 2 | Аргентински Антарктик               | Аргентински Антарктик               | Белграно II                            | Аргентина   | део провинције Огњена Земља    |
| 3 | Британска Антарктичка Територија    | Британска Антарктичка Територија    | Ротера                                 | УК          | Прекоморска територија         |
| 4 | Норвешка                            | Земља краљице Мод                   | Троп                                   | Норвешка    | зависна територија Норвешке    |
| 5 | Аустралија                          | Аустралијска антарктичка територија | Мирни станица                          | Аустралија  | Аустралијска спољна територија |
| 6 | Француске јужне и антарктичке земље | Аделина земља                       | Дјумон Д’Јурвил станица                | Француска   | Прекоморска територија         |
| 7 | Росова територија                   | Росова територија                   | Скотова база                           | Нови Зеланд | спољна територија              |
| 8 |                                     | Земља Мери Берд                     | Берд база                              |             |                                |